# Leptochilus ebmeri
Leptochilus ebmeri (лат.) — вид одиночных ос из семейства Vespidae. Назван в честь энтомолога A.W.Ebmer.

## Распространение
Греция: остров Крит.

## Описание
Мелкие одиночные осы, длина тела менее 1 см. Окраска тела варьирует, в основном чёрная с жёлтыми отметинами. Последний стернит, как и другие сегменты брюшка, только с тонким опушением; лишь первый тергит имеет светлую концевую перевязь. Усики самок 12-члениковые, у самцов — 13-члениковые. В брюшке 6 тергитов у самок и 7 у самцов. Для кормления своих личинок, предположительно, как и другие виды рода, добывают в качестве провизии гусениц бабочек и личинок жуков.

## Таксономия и этимология
Вид был впервые описан в 1985 году австрийским гименоптерологом Йозефом Гузенляйтнером (Josef Gusenleitner) и включён в состав подрода Lionotulus. Видовое название Leptochilus ebmeri дано в честь священника и энтомолога Andreas Werner Ebmer, собравшего типовую серию в 1980 году во время экспедиции на остров Крит.